# Sant Ramon de Casa Ramonet
Sant Ramon de Casa Ramonet era una capella particular, romànica, de Casa Ramonet, a la vila d'Alins, en el terme municipal del mateix nom, a la comarca del Pallars Sobirà.
Està situada en el centre de la població.